# Melaky
Melaky – region Madagaskaru, ze stolicą w Maintirano. Dawniej należał do Prowincji Mahajanga.

## Geografia
Zajmuje powierzchnię 38 852 km² i położony jest w zachodniej części wyspy, u wybrzeży Kanału Mozambickiego. Od północnego wschodu graniczy z regionami Boeny i Betsiboka, od południowego wschodu z regionem Bongolava, a od południa z regionem Menabe. Do głównych rzek regionu należą: Sambao, Maningoza, Ranobe, Manambaho, Demoka oraz Manambolo. W południowej jego części położone jest jezioro Bemamba. Przez region przebiega droga RN 8a. Na jego terenie leży rezerwat Tsigny de Bemaraha.

## Demografia
Jego zaludnienie wynosiło w 1993 roku 126 054 osób. W 2004 wynosiło ok. 175 500. Według spisu z 2018 roku liczy 308 944 mieszkańców. 

## Podział administracyjny
W skład regionu wchodzi 5 dystryktów:
- Ambatomainty
- Antsalova
- Besalampy
- Maintirano
- Morafenobe